# Мещерских, Станислав Николаевич
Станислав Николаевич Мещерских (род. 11 апреля 1949 года) — советский легкоатлет, специализирующийся в беге на средние дистанции. Мастер спорта СССР международного класса. Чемпион Европы в помещении 1971 года и серебряный призёр чемпионата Европы 1972 года. Чемпион СССР в помещении 1972 года.

## Биография
Родился 11 апреля 1949 года. Начал заниматься лёгкой атлетикой в детской спортивной школе города Ревды. Тренировался в группе заслуженного тренера РСФСР Владимира Михайловича Щепеткина, под руководством которого стал неоднократным победителем первенств Свердловской области.
После окончания общеобразовательной школы призван на срочную службу в ряды Вооруженных Сил СССР, которую проходил в спортивном клубе армии Уральского военного округа, и где тренировался под руководством заслуженного тренера РСФСР Игоря Васильевича Шувалова. После армии Станислав также представлял спортивные клубы ДСО «Труд» и СК «Уралмаш».
В 1970 году Мещерских было присвоено звание «Мастер спорта СССР». Он является многократным призёром летних и зимних чемпионатов СССР.
В конце спортивной карьеры переехал на постоянное место жительство в Москву.

## Основные результаты

### Международные
| Год  | Соревнования                 | Место проведения  | Дисциплина       | Место | Результат |
| ---- | ---------------------------- | ----------------- | ---------------- | ----- | --------- |
| 1971 | Чемпионат Европы в помещении | София, Болгария   | эстафета 4×800 м | 1     | 7:17,8    |
| 1972 | Чемпионат Европы в помещении | Гренобль, Франция | эстафета 4×720 м | 2     | 6:27,0    |

### Национальные
| Год  | Соревнования               | Место проведения | Дисциплина | Место | Результат |
| ---- | -------------------------- | ---------------- | ---------- | ----- | --------- |
| 1972 | Чемпионат СССР в помещении | Москва           | 600 м      | 1     | 1:19,7    |
| 1973 | Чемпионат СССР в помещении | Москва           | 1000 м     | 2     | 2:24,0    |
| 1973 | Чемпионат СССР             | Москва           | 1500 м     | 2     | 3:42,2    |
| 1974 | Чемпионат СССР в помещении | Москва           | 1500 м     | 2     | 3:48,9    |
| 1976 | Чемпионат СССР в помещении | Москва           | 800 м      | 2     | 1:51,3    |